# Seuzey
Seuzey é uma comuna francesa na região administrativa de Grande Leste, no departamento de Meuse. Estende-se por uma área de 4,61 km². Em 2010 a comuna tinha 108 habitantes (densidade: 23,4 hab./km²).